# Касл Дејл (Јута)
Касл Дејл (енгл. Castle Dale) град је у америчкој савезној држави Јута.

## Демографија
По попису из 2010. године број становника је 1.630, што је 27 (-1,6%) становника мање него 2000. године.
| Група             | 2000.         | 2010.         |
| Белци             | 1.566 (94,5%) | 1.547 (94,9%) |
| Афроамериканци    | 1 (0,1%)      | 3 (0,2%)      |
| Азијати           | 9 (0,5%)      | 4 (0,2%)      |
| Хиспаноамериканци | 36 (2,2%)     | 48 (2,9%)     |
| Укупно            | 1.657         | 1.630         |